# Mélanie Thierry
Mélanie Thierry (Saint-Germain-en-Laye, 17 luglio 1981) è un'attrice ed ex modella francese.
Dopo vari ruoli secondari in televisione, si rivela al pubblico grazie al suo ruolo di Léa nel thriller Écorchés di Cheyenne Carron nel 2005. Per questo ruolo le viene conferito il Premio di interpretazione femminile al Festival internazionale del film di Saint-Jean-de-Luz. Nel 2010 ottiene il Premio César per la migliore promessa femminile per Le Dernier pour la route e l'anno successivo interpreta il ruolo principale in La Princesse de Montpensier di Bertrand Tavernier.
Nel corso della sua carriera ha lavorato sotto la regia di numerosi cineasti, sia francesi che stranieri, tra cui André Téchiné, Terry Gilliam, Albert Dupontel, Maïwenn, Cheyenne Carron, Bertrand Tavernier, Jérôme Salle e Mathieu Kassovitz.

## Biografia
Di origine normanna, con un padre rappresentante nel settore della ristorazione e una madre preparatrice in farmacia che lavora part-time per occuparsi dei figli, Thierry è cresciuta a Sartrouville. Ha interrotto gli studi durante il liceo, secondo quanto riportato dalle fonti.
Nata nel 1981, sin da piccola ha mostrato interesse per la ginnastica ritmica. All'età di 13 anni è stata contattata dall'agenzia di moda infantile e adolescenziale Bout'chou, grazie alla quale ha partecipato a spot televisivi.
Durante l'età adolescenziale ha lavorato come modella per un'altra agenzia di moda, la Karin Models, posando per la società parigina Hermès. Ha inoltre posato per le riviste Vogue, ELLE e The Face.
Parallelamente ha studiato recitazione sotto la guida di Jean-Laurent Cochet; ciò l'ha aiutata ad ottenere piccoli ruoli in telefilm francesi, fino al debutto cinematografico ne La leggenda del pianista sull'oceano, di Giuseppe Tornatore. Nel 2010 ha vinto il Premio César per la migliore promessa femminile per la sua interpretazione in Le dernier pour la route (2009).
Nel 2011 fa parte del cast stellare della commedia drammatica Gli imperdonabili (Impardonnables) di André Téchiné. Nel 2012 interpreta il ruolo-titolo del dramma Ombline di Stéphane Cazes, che passa inosservato. Ma nello stesso anno, la commedia drammatica Comme des frères di Hugo Gélin riscuote successo; al suo interno si confronta con François-Xavier Demaison, Nicolas Duvauchelle e Pierre Niney, e le viene conferito il premio di interpretazione femminile al Festival del Film di Sarlat 2012.

## Vita privata
Dal 2002, Mélanie convive con il cantante connazionale Raphaël. La coppia ha due figli: Roman, nato il 24 maggio 2008, e Aliocha, nato il 31 dicembre 2013. Si sono sposati il 17 giugno 2022.

## Filmografia

### Cinema
- La leggenda del pianista sull'oceano, regia di Giuseppe Tornatore (1998)
- Quasimodo d'El Paris, regia di Patrick Timsit (1999)
- Canone inverso - Making Love, regia di Ricky Tognazzi (2000)
- 15 agosto (15 août), regia di Patrick Alessandrin (2001)
- Jojo la frite, regia di Nicolas Cuche (2002)
- Écorchés, regia di Cheyenne Carron (2005)
- Plutonio 239 - Pericolo invisibile (The Half Life of Timofey Berezin), regia di Scott Z. Burns (2006)
- Pardonnez-moi, regia di Maïwenn (2006)
- Chrysalis, regia di Julien Leclercq (2007)
- Babylon A.D., regia di Mathieu Kassovitz (2008)
- Largo Winch, regia di Jérôme Salle (2008)
- Je vais te manquer, regia di Amanda Sthers (2009)
- Le dernier pour la route, regia di Philippe Godeau (2009)
- L'autre Dumas, regia di Safy Nebbou (2010)
- La princesse de Montpensier, regia di Bertrand Tavernier (2010)
- Gli imperdonabili (Impardonnables), regia di André Téchiné (2011)
- Ombline, regia di Stéphane Cazes (2012)
- Comme des frères, regia di Hugo Gélin (2012)
- L'autre vie de Richard Kemp, regia di Germinal Alvarez (2013)
- Pour une femme, regia di Diane Kurys (2013)
- The Zero Theorem - Tutto è vanità (The Zero Theorem), regia di Terry Gilliam (2013)
- Revox, regia di Raphaël (2013) – cortometraggio
- Le règne de la beauté, regia di Denys Arcand (2014)
- Perfect Day (A Perfect Day), regia di Fernando León de Aranoa (2015)
- Io danzerò (La danseuse), regia di Stéphanie Di Giusto (2016)
- Ci rivediamo lassù (Au revoir là-haut), regia di Albert Dupontel (2017)
- La douleur, regia di Emmanuel Finkiel (2017)
- Il vento sta cambiando (Le vent tourne), regia di Bettina Oberli (2018)
- Da 5 Bloods - Come fratelli (Da 5 Bloods), regia di Spike Lee (2020)
- Tralala, regia di Arnaud e Jean-Marie Larrieu (2021)

### Televisione
- L'Amerloque, regia di Jean-Claude Sussfeld – film TV (1996)
- Docteur Sylvestre – serie TV, episodio 2x03 (1996)
- Des gens si bien élevés, regia di Alain Nahum – film TV (1997)
- L'histoire du samedi - episodio Parisien tête de chien, regia di Christiane Spiero – film TV (1997)
- Charles II: The Power & the Passion, regia di Joe Wright – miniserie TV (2003)
- L'Enfant de l'aube, regia di Marc Angelo (2004) – film TV
- Imperium: Nerone, regia di Paul Marcus – miniserie TV (2004)
- Fête de famille – serie TV, 6 episodi (2006)
- Insieme appassionatamente (Merci, les enfants vont bien!) – serie TV, 3 episodi (2005-2007)
- The Hollow Crown – miniserie TV, episodio 1x04 (2012)
- No Man's Land – serie TV, 8 episodi (2020)

## Riconoscimenti
César Awards
- 2010 – Migliore promessa femminile  per Le dernier pour la route[7]
- 2017 – Candidatura alla migliore attrice non protagonista per La danseuse[8]
- 2018 – Candidatura alla migliore attrice non protagonista per Au revoir là-haut[9]
- 2020 – Candidatura alla migliore attrice per La douleur[10]
- Lumiere Awards
  - 2019 – Candidatura alla migliore attrice per La douleur[11]
- Screen Actors Guild Award
  - 2021 – Candidatura alla migliore performance di un cast in un film per Da 5 Bloods – Come fratelli[12]

## Doppiatrici italiane
- Francesca Manicone in Babylon A.D., Perfect Day, La douleur, Da 5 Bloods - Come fratelli
- Monica Bertolotti in La leggenda del pianista sull'oceano
- Giuppy Izzo in Canone inverso - Making Love
- Valentina Perrella in The Zero Theorem